# Franco Venturi
Franco Venturi, est un historien italien né le 16 mai 1914 à Rome et mort le 14 décembre 1994 à Turin,. Professeur à l'université de Turin, spécialiste de l'histoire du XVIIIe siècle, des Lumières en Europe de la Russie[incompréhensible]. Antifasciste, il fut emprisonné par le régime de Mussolini en raison de sa participation à la Résistance dans le groupe Giustizia e Libertà.

## Biographie
Il est le fils d'un critique et historien d'art bien connu, Lionello Venturi, professeur à l'Université de Turin. Ce dernier refuse de prêter serment au régime fasciste et s'exile avec sa famille à Paris en 1932. Là, Franco Venturi suit des études à la Sorbonne. Son premier travail de recherche aboutit la publication de Jeunesse de Diderot en 1939.
En 1941, il est arrêté en Espagne alors qu'il tente de rejoindre sa famille déjà partie à New York. Il est remis aux autorités fascistes italiennes par le régime de Franco.
Après guerre, ses travaux portent d'abord sur Jean Jaurès et autres historiens de la Révolution française (1948). Il est nommé attaché culturel à l'ambassade d'Italie à Moscou en 1947 et mène dès lors des recherches sur les révolutionnaires russes du XIXe siècle, qui débouchent sur la publication de Il populismo russo (1952).
En 1958, il devient professeur à l'université de Turin, où il enseigne jusqu'à sa retraite en 1984.

## Vie privée
Il était marié à Gigliola Spinelli, sœur d'Altiero Spinelli.

## Œuvres
- Jeunesse de Diderot (de 1713 à 1753), Paris, Skira, 1939 (éd. it. Giovinezza di Diderot: 1713-1753, Palermo, Sellerio, 1988)
- Dalmazzo Francesco Vasco (1732-1794), Paris, Droz, 1940
- Le origini dell'Enciclopedia, Roma-Firenze-Milano, Edizioni U, 1946 (2e éd. Torino, Einaudi, 1963)
- L'antichità svelata e l'idea di progresso in Nicolas-Antoine Boulanger, Bari, Laterza, 1947
- Jean Jaurès e altri storici della Rivoluzione francese, Torino, Einaudi, 1948
- Il populismo russo, 2 voll., Torino, Einaudi, 1952 (2e éd. 3 vol., Torino, Einaudi, 1972); 3 voll., Milano-Udine, Mimesis, 2021
- Alberto Radicati di Passerano, Torino, Einaudi, 1954
- Il moto decabrista e i fratelli Poggi, Torino, Einaudi, 1956
- Esuli russi in Piemonte dopo il '48, Torino, Einaudi, 1959
- Discussion entre historiens italiens et soviétiques, Paris, Droz, 1966
- Settecento riformatore, I: Da Muratori a Beccaria, Torino, Einaudi, 1969
- Utopia e riforma nell'Illuminismo, Torino, Einaudi, 1970
- Les intellectuels, le peuple et la révolution : histoire du populisme russe au XIXe siècle, Paris, Gallimard, 1972.
- Settecento riformatore, II: La chiesa e la repubblica entro i loro limiti (1758-1774), Torino, Einaudi, 1976
- Settecento riformatore, III: La prima crisi dell'Antico Regime (1768-1776), Torino, Einaudi, 1979
- Settecento riformatore, IV: La caduta dell'Antico Regime (1776-1789), 2 t., Torino, Einaudi, 1984
- Settecento riformatore, V: L'Italia dei lumi (1764-1790), 2 t., Torino, Einaudi, 1987-1990
- La lotta per la libertà. Scritti politici, a cura di L. Casalino, Torino, Einaudi, 1996  (ISBN 978-88-06-14122-6)
- Europe des Lumières Recherches sur le XVIIIe siècle, Paris, EHESS, 1995.
- Franco Venturi e la Russia. Con documenti inediti, dir. Antonello Venturi, Milano, Feltrinelli, 2006,  (ISBN 880799061X).
- Alessandro Galante Garrone, Franco Venturi, Vivere eguali. Dialoghi inediti intorno a Filippo Buonarroti, dir. M. Albertone, Reggio Emilia, Diabasis, 2009  (ISBN 978-88-8103-663-9)